# Конституция штата Нью-Йорк (1777)

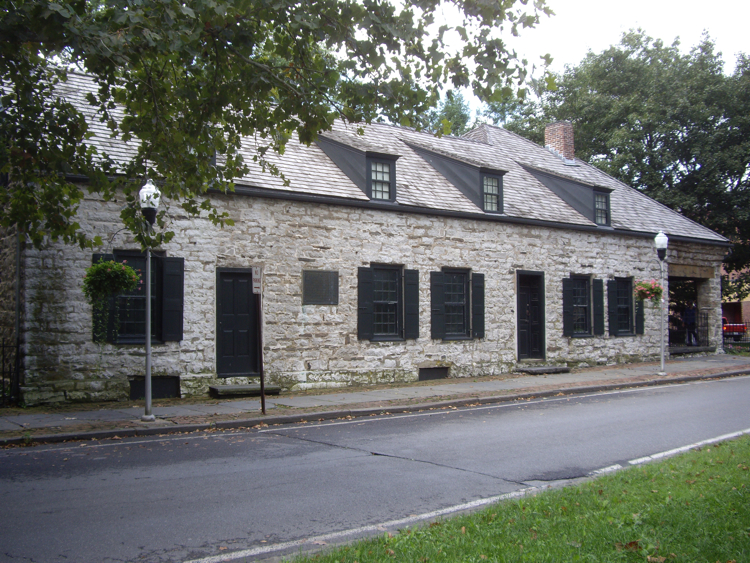
Старое здание Сената, в котором была принята первая конституция Нью-Йорка

Конституция штата Нью-Йорк 1777 года стала первой конституцией штата. Она была принята в Кингстоне 4-м провинциальным конгрессом штата Нью-Йорк 20 апреля 1777 года. Она просуществовала около 20-ти лет, пережила несколько поправок и в итоге была заменена Конституцией 1821 года. Основными авторами конституции были Джон Джей, Роберт Ливингстон и Говернер Моррис.
Работа над созданием конституции началась в 1776 году, когда в Уайт-Плейнс 10 июля собрался Конституционный конвент. В те дни британская армия захватила город Нью-Йорк, поэтому конвенту пришлось менять место и собираться нерегулярно. Работа продолжилась зимой, когда англичане стояли в Нью-Йорке, а армия Вашингтона размещалась в зимнем лагере в Морристауне. Последняя сессия собралась в Кингстоне 20 апреля 1777 года. На этой сессии конституция была официально принята (32-мя голосами за и 1-м голосом против), а конвент распущен. В связи с военной обстановкой конституция не прошла формальной ратификации.

### Статьи
- Dougherty, J. Hampden. The Constitutions of the State of New York (англ.) // Political Science Quarterly. — The Academy of Political Science, 1888. — Vol. 3, iss. 3. — P. 489—519. — doi:10.2307/2139054.